# Greenideoida elongata
Greenideoida elongata är en insektsart som beskrevs av Van der Goot 1917. Greenideoida elongata ingår i släktet Greenideoida och familjen långrörsbladlöss. Inga underarter finns listade i Catalogue of Life.